# Dead Rising 3
Dead Rising 3 — компьютерная игра с открытым миром в жанре action-adventure, третья игра в одноимённой серии. Разработкой игры занималась компания Capcom Vancouver, издательством — Microsoft Studios. Игра была анонсирована 10 июня 2013 года, в рамках E3 2013. Релиз состоялся 22 ноября 2013 года, эксклюзивно для консоли Xbox One. 5 сентября 2014 года игра вышла на PC.

## Игровой процесс
Игровой процесс несколько отличается от предыдущих игр. В игре есть полноценный открытый мир, целый город, состоящий из четырёх районов, куда больше того, что игроки видели в Dead Rising и Dead Rising 2. Игрок волен идти туда, куда он хочет, а также уничтожать зомби подручными средствами, оружием и тем, что смастерит сам. Комбинирование оружия теперь не требует наличия верстака. Например, имея при себе фонарик и пистолет, игрок может самостоятельно объединить их, не прибегая к использованию станка. Также в игре есть транспорт, а его роль куда больше, чем в ранних играх серии (игроку придётся использовать авто для перемещения по городу, а также комбинировать машины для создания очень мощных гибридов).
В версии для Xbox One активно используется контроллер Kinect. С помощью него можно отталкивать зомби, совершая соответствующие движения руками, а посторонние звуки в комнате игрока будут привлекать к его персонажу оживших мертвецов в самой игре.

## Сюжет
События игры происходят через десять лет после событий Dead Rising 2, в городе Лос-Пердидос, Калифорния. В городе вспыхивает очередная вспышка зомби-вируса.
Игра начинается спустя 72 часа с начала эпидемии. Главный герой, автомеханик Ник Рамос, ищет припасы для своей небольшой группы, в которую входит его начальница, автомеханик Ронда, сын с пожилой матерью, дальнобойщик Дик, и нелегалка Анни (нелегалы — люди, которые отказались вживлять себе чипы с лекарством против зомби — Зомбрексом, так как через них правительство отслеживает каждый их шаг). Во время одной из вылазок происходит крушение самолёта, и главный герой в спешке бежит в закусочную. Там Дик, случайно включив музыкальный автомат, приманивает толпу зомби, из-за чего погибают мать с сыном, а Анни убегает сквозь толпу. Героям приходится ехать в мастерскую Ронды, где они организуют небольшую базу. Там они обнаруживают, что один из охранников стал зомби, несмотря на то, что у него вживлён Зомбрекс-чип.
По телевизору группа узнаёт, что через 7 дней правительство сбросит на город бомбы, что уничтожит в нём всё живое, а также о том, что в городе имеется аварийная станция эвакуации. Приехав на место, они обнаруживают, что станцию захватила банда байкеров-мародёров. Расправившись с ними, Ник с группой встречает своего старого друга Диего. Диего рассказывает Нику о самолёте, на котором они могут улететь из города, показывает ключи от него, но случайно их роняет. Ник тянется за ключами, и в этот момент его кусает зомби, прятавшийся под машиной. Теперь герою необходимо найти Зомбрекс, иначе он превратится в зомби. Герой едет искать его в морг. Там он встречает человека по имени Гарри, которому тоже нужно попасть внутрь, чтобы найти тело одной девушки. Найденная девушка оказалась очень похожей на Анни.
В морге, как оказалось, не осталось Зомбрекса. Ник, думая, что он обречён, соглашается на то, чтобы Гарри застрелил его. Однако у него это не выходит, так как он спотыкается о труп девушки, и выпускает последнюю пулю ей в челюсть. Тут Гарри замечает, что укус у Ника уже зажил. Оказывается, у него иммунитет.
Ник рассказывает Гарри о самолёте, и что для него нужно топливо. Гарри говорит, что человек, на которого он работает, сможет достать всё, что нужно. Но для этого ему нужно привести нужную девушку. Так как найденное тело оказалось не тем, Гарри предлагает Нику привести Анни, которая была похожа на найденную девушку, взамен на топливо. Ник находит Анни в одной из безопасных зон, которая оказалась главной базой нелегалов. Кроме Анни там было ещё несколько нелегалов с главой по имени Рэд. Когда они узнали, зачем Ник пришёл, то Рэд и Анни предложили другой вариант как достать топливо — помочь им подпортить жизнь военным, которые не спасали, а наоборот, убивали выживших, чтобы никто не узнал правду о их злодеяниях.
Спустя некоторое время Ник добывает топливо. Самолёт был почти готов к отправке, как вдруг появляется отряд военных и захватывают Ника и Диего и доставляют в лабораторию. Там учёные во главе с некоей Мэриан (персонаж из Case West для второй части игры), активировав некий излучатель на героях, пробуждают червей, спрятанных внутри Диего, и те разрывают его на части. Однако на главном герое это не срабатывает, и он сбегает. По пути он встречает женщину-учёного, Изабеллу Киз — персонажа из первой части Dead Rising и сестру Карлито Киза — человека, устроившего первую вспышку эпидемии. Она рассказывает, что Диего и Ник — одни из 50 сирот, бомб замедленного действия, заготовленных Карлито (чем и объясняются их татуировки на шеях), и Диего успешно «сдетонировал». Однако Ник — единственный из всех 50, в которого Карлито не стал засаживать червей, а наоборот, сделал иммунным.
Ник отправляется в караоке-бар, чтобы встретиться с Анни, но встречает там Гарри, охраняющего вход в здание. После короткого диалога Ник узнает, что Гарри и Ронда раньше были супружеской парой. Он отправляется за Рондой и находит её в гараже без руки, вместо которой он делает ей протез — огнемет. Приведя Ронду к Гарри, Ник получает доступ в караоке — бару и спасает Анни. Когда вся группа собирается улетать на самолёте, Рэд обманом заманивает их в порт и устраивает ловушку. Изабелла и Анни оказываются в западне, а Рэд разговаривает с Ником, объясняя, что ради жажды наживы он собирается сдать его военным. Позднее Ник побеждает Рэда в схватке один на один.
Вечером в порт приезжает босс Гарри, в котором Анни узнает своего отца — Чака Грина (герой второй части игры). Ронда и Гарри решают остаться в городе, чтобы помочь выжившим. Когда оставшаяся группа собирается улететь, то Гарри и Ронда решают остаться, услышав по радио о неком «сборе», объявленным Хэмлоком. Следуя вместе с Чаком за винтокрылом военных, они наблюдают сцену убийства Мэриан, которую Хэмлок сбрасывает с крыши. Также они узнают, что «сбор» — это планомерное похищение «королевских зомби» дронами — сборщиками, дабы позднее создать с помощью них мощное биологическое оружие. Ник срывает сбор и вместе с одним из последних дронов попадает в винтокрыл, который после небольшой стычки падает. Ник побеждает Хэмлока в неравной схватке и пинает его в крутящиеся лопасти винтокрыла. После битвы Ник видит летящий в небе самолёт, из которого на него смотрит Анни, после чего говорит с ней по рации.
В сцене после титров показывают Изабеллу, которая находит в лаборатории ноутбук с компрометирующим её видео. На видео становится понятно, что зачинщиком эпидемии в Лос-Пердидос является она, дабы выявить человека с иммунитетом и найти лекарство от вируса. Просмотрев его, она разбивает ноутбук и уходит.

## Концовки
Как и в предыдущих играх серии Dead Rising, в Dead Rising 3 присутствуют альтернативные концовки, основанные на выборе главного героя в ключевых моментах сюжета. Всего в Dead Rising 3 четыре альтернативных концовки:
Концовка C (убить Гарри вместо того, чтобы привести к нему Ронду):
Ник убивает Гарри и освобождает Анни, после чего приводит её к самолёту, где их ждет Рэд и Изабелла. Гарри и Ронда отсутствуют. После битвы с Рэдом группа пытается улететь, но шум привлекает зомби, а сам самолёт в связи с неисправностью не взлетает. Заключительный текст рассказывает, что генерал Хэмлок был обвинён в госизмене; появляется подпольное движение зараженных, инфекция распространяется, слухи о «сироте с иммунитетом» всё ещё живут.
Концовка D (Выбраться со станции метро и сразу направиться к самолёту вместо спасения Анни из клуба)
Ник решает бросить команду и улететь один, однако у самолёта его встречает команда. За совершённую подлость они улетают, оставляя Ника в городе. Заключительный текст рассказывает, что на Лос-Пердидос были сброшены бомбы; после эпидемии в Лос-Пердидос Штаты были расколоты на множество регионов, инфекция распространяется, слухи о «сироте с иммунитетом» не подтверждены.
Концовка F (Не успеть пройти игру за отведенное время в 7 дней)
В катсцене показывается, как на Лос-Пердидос сбрасываются мощные зажигательные бомбы, уничтожая город. Заключительный текст рассказывает, что выжившие не обнаружены; в Штатах воцарилась военная диктатура, очаги сопротивления подавлены мощным биологическим оружием, инфекция продолжает распространяться.
Альтернативная концовка F (Провалить последнее сюжетное задание, дав собрать Хэмлоку нужное количество королевских зомби)
Хэмлок улетает. Заключительный текст рассказывает, что на Лос-Пердидос были сброшены бомбы, выжившие не обнаружены; после эпидемии в Лос-Пердидос Штаты были расколоты на множество регионов, Хэмлок создал биологическое оружие и уничтожил большую часть планеты, слухи о «сироте с иммунитетом» не подтверждены.

## Отзывы
| Сводный рейтинг       | Сводный рейтинг             |
| Агрегатор             | Оценка                      |
| --------------------- | --------------------------- |
| GameRankings          | (XONE) 78,45 % (PC) 71,13 % |
| Metacritic            | (XONE) 78/100 (PC) 71/100   |
| Иноязычные издания    |                             |
| Издание               | Оценка                      |
| Destructoid           | 9/10                        |
| GameSpot              | 7/10                        |
| IGN                   | 8,3/10                      |
| GameLynch             | 4,4/5                       |
| Русскоязычные издания |                             |
| Издание               | Оценка                      |
| PlayGround.ru         | 7,5/10}                     |
| Riot Pixels           | 65 %                        |

| Сводный рейтинг | Сводный рейтинг |
| Агрегатор       | Оценка          |
| --------------- | --------------- |
| GameRankings    | 56,57 %         |